# Vlokia ater
Vlokia ater ist die einzige Pflanzenart der monotypischen Gattung Vlokia aus der Familie der Mittagsblumengewächse (Aizoaceae). Der botanische Name der Gattung ehrt den südafrikanischen Umweltberater Johannes Hendrik Jacobus Vlok (* 1957).  Das Epitheton der Art leitet sich vom lateinischen Adjektiv „ater“ für „schwarz“ ab und verweist auf die Schwarzfärbung, die ältere Laubblätter annehmen.

## Beschreibung
Vlokia ater ist eine kompakt bis rasenförmig wachsende, ausdauernde sukkulente Pflanze mit kurzen Trieben, die meist ein einzelnes Blattpaar tragen. Die getüpfelten, dunkelgrünen bis schwarzen Laubblätter sind kurz dreieckig und verbleiben für mehrere Jahre an den Pflanzen. Sie sind etwa 10 Millimeter lang sowie etwa 8 Millimeter breit und dick. Die Blätter sind miteinander verwachsen und umschließen die Sprossachse.
Die einzeln stehenden, sich nicht weit öffnenden Blüten sitzen auf einem kurzen Blütenstiel der Hochblätter trägt. Es sind sechs Kelchblätter vorhanden. Die rosafarbenen Kronblätter sind 1,5 Millimeter breit. Etwa 60 rosafarbene bis weiße, fadenförmige Staminodien umgeben die etwa 16 Staubblätter, die an der Basis papillös sind. Das Nektarium bildet einen dunkelgrünen Ring.
Vlokia ater blüht in ihrer Heimat von August bis September. Die kurzlebigen Blüten öffnen sich am Mittag und schließen sich in der Dämmerung.
Die meist sechs- (selten fünf- oder sieben-) fächrigen Kapselfrüchte werden mit zunehmendem Alter oft schwarz. Die sehr dunkelbraunen Samen sind birnenförmig und sehr hart.

## Systematik und Verbreitung
Das Verbreitungsgebiet von  Vlokia ater ist auf ein kleines Gebiet bei Montagu in der westlichen Kleinen Karoo in der südafrikanischen Provinz Westkap begrenzt. Sie wächst in Höhenlagen von etwa 1300 Metern in offenen Gebieten der Fynbos-Vegetation in seichten, quarzitgefüllten Mulden. Die jährliche Niederschlagsmenge liegt bei etwa 300 Millimeter, wobei der Hauptanteil in den Monaten März und November fällt.
Die Erstbeschreibung von Gattung und Art wurde 1994 von Steven A. Hammer (* 1951) veröffentlicht.
2010 veröffentlichte Cornelia Klak mit Vlokia montana die Beschreibung der zweiten Art der Gattung, die damit nicht länger monotypisch ist.

## Nachweise